# Wild Bill (película)
Wild Bill es una película de comedia dramática criminal británica de 2011 dirigida por Dexter Fletcher y protagonizada por Charlie Creed-Miles y Andy Serkis. Se estrenó en los cines del Reino Unido el 23 de marzo de 2012.

## Reparto
- Charlie Creed-Miles como Wild Bill[2]
- Will Poulter como Dean[2]
- Sammy Williams como Jimmy [2]
- Liz White como Roxy[2]
- Neil Maskell como Dickie[2]
- Leo Gregory como Terry[2]
- Iwan Rheon como Pill[2]
- Charlotte Spencer como Steph[2]
- Morgan Watkins como Viktoras[2]
- Andy Serkis como Gl[2]
- Sean Pertwee como Jack[2]
- Rad Kaim como Jonas[2]
- Aaron Ishmael como Boz[2]
- Hardeep Singh Kohli como Raj[2]
- Mark Monero como Freddy[2]
- Peter-Hugo Daly como Keith[2]
- Olivia Williams como Kelly[2]
- Jaime Winstone como Helen[2]
- Elly Fairman como Miss Treedley[2]
- Graham Fletcher-Cook como Policía[2]
- Lee Whitlock como Jefe[2]
- Billy Holland como Mini Hoodie[2]
- Dexter Fletcher como Mysterious Barry[2]

## Producción
La película se rodó principalmente en el East End de Londres. Fletcher cita como influencias a directores como Emir Kusturica, Franklin Schaffner, Gerard Johnson y películas como Black Cat, White Cat, Tony y Underground.

## Estreno
La película fue estrenada en el Reino Unido el 23 de marzo de 2012.